# (2672) Písek
(2672) Písek – planetoida z pasa głównego asteroid okrążająca Słońce w ciągu 4 lat i 83 dni w średniej odległości 2,61 j.a. Została odkryta 31 maja 1979 roku w Obserwatorium Kleť w pobliżu Czeskich Budziejowic przez Jaroslava Květoňa. Nazwa planetoidy pochodzi od miasta Písek w Czechach. Przed jej nadaniem planetoida nosiła oznaczenie tymczasowe (2672) 1979 KC.